# Rio Ceará
O Rio Ceará é um rio brasileiro que banha o estado do Ceará. É considerado o local de fundação da capital Fortaleza, onde em 1604, os colonizadores Pero Coelho de Sousa e Martim Soares Moreno erguem à margem direita do rio, no local Vila Velha, o Fortim de São Tiago da Nova Lisboa, capital da Nova Lusitânia.

## Etimologia
O nome "Ceará" procede de outro rio, o rio Ceará-mirim, no estado do Rio Grande do Norte, de onde veio a população potiguara escravizada por Coelho e Moreno em sua bandeira de colonização do Ceará. 

## Hidrografia
Sua foz, assim como os últimos quilômetros do seu curso, é a divisa entre os municípios de Caucaia e Fortaleza.
O rio apresenta padrão de drenagem detrítica e em sua desembocadura na divisa de Fortaleza e Caucaia, apresenta um manguezal que, ocupa uma área total de 11,58 km², dos quais 6,75 Km² no município de Caucaia e 4,83 Km² no município de Fortaleza. Tem como principal afluente o Rio Maranguapinho.